# Fusceulima projectilabrum
Fusceulima projectilabrum is een slakkensoort uit de familie van de Eulimidae. De wetenschappelijke naam van de soort is voor het eerst geldig gepubliceerd in 1986 door Bouchet & Warén.